# فيل جونز (مدير فني)
فيل جونز (بالإنجليزية: Phil Jones)‏ هو مدير فني أمريكي، ولد في 1946 في توماستون في الولايات المتحدة.